# Alliance libérale nicaraguayenne
L'Alianza Liberal Nicaragüense (ALN - Alliance libérale nicaraguayenne) est un parti politique nicaraguayen, fondé en 2005 par Eduardo Montealegre et d'autres membres du Parti libéral constitutionnel. Il est membre observateur de l'Internationale libérale.
Le parti est fortement soutenu par l’ambassade des États-Unis à Managua.